# صالح زكي صاحبقران
صالح زكي صاحبقران وهو قائد عسكري عثماني وإداري قدير حاز على منصب مدير الداخلية في عهد المملكة العراقية، وهو من أسرة صاحبقران الكردية المعروفة. وكان واسع الاطلاع والمعرفة ويحسن اللغة العربية والكردية والتركية والفارسية والفرنسية، وأصدر مجلة (دياري كردستان) في ثلاث لغات.

## ولادته ونشأته
ولد صالح زكي في قرية حلبجة في شمال العراق عام 1303 هجري الموافق 6 آذار/مارس 1886م، ولما توفي والده وهو صغير سافر إلى مدينة السليمانية وسكن عند عمه عثمان بك، ودخل المدرسة الرشدية العسكرية، ثم انتقل إلى الاعدادية العسكرية في بغداد، وبعدها سافر إلى إسطنبول ودخل المدرسة الحربية العثمانية، وتخرج منها برتبة ضابط في عام 1906م.

## خدمته العسكرية والمدنية
وبعد تخرجه من المدرسة الحربية رجع إلى بغداد واشترك مع قوات الجيش العثماني في معارك الحرب العالمية الأولى، وجرح في معركة الشعيبة عام 1914 في البصرة.
وعند انتهاء الحكم العثماني في العراق وقيام دولة المملكة العراقية وتأسيس الجيش العراقي عين برتبة مقدم في الجيش، ثم رقي إلى منصب قائمقام في قضاء عقرة، ولقد ترك الوظيفة وعاد إلى لواء السليمانية واشترك في حركات الشيخ محمود الحفيد الكردية، وأصدر مجلة (دياري كردستان) باللغات العربية والكردية والتركية، ثم عين قائمقاما في قضاء المقدادية، ثم في عفك، وبعدها في جمجمال، ثم عين في منصب مدير الداخلية في عام 1930م، وهو ما يوازي منصب وزير في الوقت الحالي، وفي عام 1933م عين في منصب قائمقام في قضاء كويسنجق ثم نقل إلى العمادية، وفي عام 1935م عين متصرف في لواء السليمانية، وهو ما يعادل منصب محافظ السليمانية في الوقت الحالي، ثم نقل إلى لواء ديالى، ثم عين رئيسا للتسوية، وفي عام 1939م عين محافظا لأربيل وبعدها مفتشا إداريا في وزارة الداخلية، وأحيل على التقاعد في عام 1941م.

## وفاته
توفي صالح زكي في بغداد عام 1363هـ/ 13 كانون الأول 1944م، وشيع في موكب كبير ودفن في مقبرة الخيزران في الأعظمية.